# ريمي الفتى الشريد
ريمي (باليابانية: 家なき子) هو مسلسل أنيمي من إنتاج شركة طوكيو موفي شينشا أصدر عام 1977، ضم 51 حلقة مدة كل حلقة 25 دقيقة. المسلسل مأخوذ عن رواية «بلا عائلة» للكاتب الفرنسي هيكتور مالو. أنتج فيلم مدته 96 دقيقة من نفس الاستوديو والمخرج وأصدر عام 1980.
في عام 1996، أنتجت شركة نيبون أنيميشن مسلسل جديد مأخوذ عن الرواية بعنوان دروب ريمي.

## القصة
ريمي يعيش مع أمه في قرية بفرنسا ووالده باربرين يعمل في العاصمة باريس. عندما يعود باربرين إلى القرية يكتشف ريمي أن أمه ووالده ليسا والديه الحقيقيين، ثم يقرر والده -بالتبني- أن يبيعه لصاحب عربة متنقلة اسمه فيتاليس يقوم بعروض مع حيوانات.
ينضم ريمي لفرقة فيتالس ثم يمر بعدة أحداث مؤلمة في القصة إلى أن يلتقي بأمه الحقيقية وأخيه.

## دروب ريمي
مسلسل دروب ريمي يختلف عن مسلسل ريمي في كثير من الأشياء، لكن دروب ريمي هو الذي خالف الرواية ففي الرواية مثلاً ريمي فتى أما في دروب ريمي فهي فتاة إلى جانب اختلافات أخرى كثيرة.
مسلسل دروب ريمي أنتجه ستوديو نيبون أنيميشن في عام 1996 وعدد حلقاته 26 حلقة وتمت دبلجته للعربية بواسطة مركز الزهرة وعرض على قناة سبيس تون.

## الشخصيات
- ريمي

Remi فتى لقيط، أخذ من شوارع باريس ليعيش في كنف السيدة باربرين في القرية الفرنسية شفانون Chavanon
كان طفلاً سعيداً في كنف والدته السيدة باربرين، كان لديه بقرة يحبها هي البقرة روسيت Rosette، التي بيعت بسبب الحاجة الماسة للمال لمساعدة جيروم، زوج السيدة باربرين، بعد تعرضه لحادث.
بعد عودة السيد جيروم باربرين ينكشف الواقع لريمي بأنه طفل لقيط.
ريمي أيضاً يباع بثمن بخس لفنان شارع متجول في أثناء غياب والدته بالتبني التي ما كانت لتسمح بهذا.
- فيتاليس

Vitalis، السنيور فيتالس Signor Vitalis هو فنان متجول من أصل إيطالي، فيتالس يكون عطوفاً ورحيماً بريمي، يكون له بمثابة المعلم والأب
هو في الأصل مغني أوبرا سوبرانو اسمه Vitalo Pedrotti
ويعرف بـ كارلو بالزاني Carlo Balzani
هذه الحقيقة تظهر عند وفاته
كان مغنياً مشهوراً لكنه يخجل من نفسه لأن صوته بدأ يسوء مع كبر سنة فيقرر الأختفاء
وأن يبدأ حياة الفنان المتشرد برفقة الكلاب.
- الحيوانات

Capi، Zerbino and Dolce
الكلاب كابي، زربينو ودولسي (دولتشي)، والقرد جولي كور Joli-Cœur ، يموت الكلبان زربينو ودولسي، يأكلهما الذئاب. جولي كور أيضاً يموت من ذبحة صدرية. يبقى فقط الكلب كابي برفقة ريمي.
- عائلة باربرين Barberin

السيدة باربرين، مربية ريمي ووالدته بالتبني، أم حنونة ورؤوف، برغم المعاناة والفقر إلا أنها قامت بتربية ريمي وأعطته كل الحب والحنان الموجود في هذا الكون. لم يحس أنه غريب كانت أمه بكل ما تعنيه الكلمة من معنى.
جيروم باربرين Jerome Barberin هو زوج السيدة باربرين مربية ريمي ووالدته بالتبني، زوجها هو من التقط ريمي من أحد شوارع باريس، أخذه ليربيه مع زوجته، وأسماه ريمي، أخذه طمعاً بمكافأة لأنه وجد أن لباس الطفل ومهاده فاخران، ولم يكن قد أخذه رأفة به، على العكس كانت السيدة باربرين، السيدة اللطيفة العطوفة، التي ما كانت لتتخلى عن ابنها مهما بلغت بها الحاجة والعوز.
- السيدة ميليغان Mrs. Milligan

هي سيدة إنجليزية ثرية، تتجول برفقة أبنها المريض آرثر Arthur على متن يخت خاص بهم يدعى البجعة the Swan وهو يخت جميل وأبيض.
يلتقي ريمي بالسيدة ميليغان في تولوز ويذهب معهم على متن البجعة وذلك للترفيه عن ابن السيدة آرثر.
- آرثرArthur

ابن السيدة ميليغان الثاني، هو طفل مقعد، وأمه تعتني به وتقوم بتلك الرحلات لتسليته مع علاجه.
- ماتيا Mattia

صبي كان من ضمن الصبية الذين يعملون تحت إمرة غاروفولي الظالم Garofoli، حيث كان يشتري الأولاد الفقراء من أهلم، ليجبرهم على العمل والسرقة لجني الأموال، ويعاقب من لا يأتي بغلّته اليومية، يضربهم ويجوعهم.
ماتيا لاحقاً يهرب، بعدما يسجن معلمه غاروفولي بتهمة ضرب أحد الأولاد حتى الموت، ليكون رفيق سفر لريمي بعد ذلك. ماتيا عازف كمان موهوب، سبق أن عمل في السيرك وهو يعرف قليلاً من اللغة الإنجليزية.
تتعمق صداقتهما عند حادثة المنجم، حيث يكون ماتيا مؤمناً بأن صديقه ريمي ما يزال حياً.
من أجل أن يتعلم ماتيا العزف يذهب ريمي وماتيا لعازف اسمه Mr. Espinassous الذي يندهش من موهبة ماتيا ويعرض عليه أن يبقى ليتعلم، لكن ماتيا يرفض فهو لا يريد الابتعاد عن صديقه ريمي.
- عائلة أكان Acquin

العائلة التي أحتضنت ريمي بعد وفاة فيتاليس، وأفرادها:
1. بيير أكان Pierre Acquin
2. أتيانيت Étienette
3. ألكسي Alexis
4. بنجمان Benjamin
5. ليز Lise

تتكون من الأب بيير أكان Pierre Acquin وولديه ألكسي وبنجمان Alexis، Benjamin والأختين أتيانيت Étienette والصغيرة البكماء ليز Lise. ريمي يحب الصغيرة ليز كثيراً ويعلمها القراءة والعزف، يكون ريمي أحد أفراد هذه الأسرة ويتعلم الزراعة ويشارك معهم، لكن كارثة تحصل في الحقل، فيودع الأب في السجن لعدم تمكنه من تسديد الأموال التي اقترضها، ويتوزع الأبناء بين الأعمام والأخوال، الأبناء يتمسكون بريمي كونه أخ آخر لهم وأحد الأقارب يعرض الاعتناء به لكن ريمي يرفض فهو يريد أن يكون حلقة الوصل في تجوله بين الأبناء وأبيهم. فيعود ريمي ليكون عازفاً وفناناً متجولاً مع كلبه كابي.
- دريسكول Driscoll

عائلة من اللصوص، تدعي بأنها العائلة الحقيقية لريمي، لكنها عائلة قاسية والسيد دريسكول يسجن الأولاد، هو يتعامل من جيمس ميليغان عم آرثر الذي يرجو موت الصبي ليكون هو الوريث لمال أخيه. تخلص من الولد الأول، لكن الولد الثاني جاء وكان مريضاً وهو يرجو موته، تخلصه من الولد الأول كان رغبة منه بأن يكون هو الوريث وصاحب اللقب. ريمي هو الطفل الأول لكن عمه جيمس تخلص منه باستئجار المجرم دريسكول الذي تولى أمر خطف الطفل والتخلص منه.
- بوب Bob

صديق ماتيا من السيرك، وهو مهرج، يكون صديقاً جيداً ووفياً، يساعد ريمي وماتيا عندما يسجن ريمي بصفته ابن دريسكول، يقوم بوب بمساعدته مع ماتيا ويهربانه. وبوب يتوسط في الأمر ويجعل أخيه القبطان يساعد ريمي وماتيا أيضاً ويأخذهما على متن سفينة إلى فرنسا.

## وصلات خارجية
- ريمي الفتى الشريد على موقع IMDb (الإنجليزية)
- ريمي الفتى الشريد على موقع ليتربوكسد (الإنجليزية)
- ريمي الفتى الشريد على موقع كينوبويسك (الروسية)
- ريمي الفتى الشريد على موقع ألو سيني (الفرنسية)
- ريمي الفتى الشريد على موقع قاعدة بيانات الفيلم (الإنجليزية)
- ريمي الفتى الشريد على موقع ANN anime (الإنجليزية)

 (بالإنجليزية)